# Накхонситхаммарат (государство)
Царство Накхонситхаммарат (тайск. อาณาจักรนครศรีธรรมราช, также Царство Лигор) — средневековое государство на территории современного южного Таиланда (верхняя часть Малаккского полуострова). Существовало в сукхотайский и аюттхайский периоды истории Таиланда. Название «Лигор» является искажённым произношением названия «Накхон», которое было характерно для португальских купцов в XVI и XVII веках. Предположительно предшественником Накхонситхаммарата является упоминаемое в китайских хрониках государство Тамбралинга.
До середины XIII века Накхонситхаммарат был частью малайского государства Шривиджая, базировавшегося на Суматре и объединявшего огромные прибрежные территории в Юго-Восточной Азии. После распада Шривиджаи, Накхонситхаммарат стал независимым царством и постепенно начал попадать в сферу влияния Сиама, столица которого в тот момент находилась в Сукхотаи. Расцвет государства начался в первой половине XIII века, в правление царя Чандрабану. Он предпринял военный поход против Цейлона. Результатом этого стало распространение в Накхонситхаммарате буддизма школы тхеравада, которая была (и остаётся по настоящее время) основной ветвью буддизма на Шри-Ланке. Именно отсюда тхеравада распространилась на остальной Сиам. В последующие двести лет государство усилилось и заняло лидирующее положение на Малаккском полуострове и контролировало морскую торговлю. Это вызвало существенный интерес наиболее могущественных региональных держав, пытавшихся подчинить Накхонситхаммарат. В середине XIII века царство попало в формальную зависимость от государства Сукхотаи (Сиама). После этого Накхонситхаммарат, со столицей в одноимённом городе, служил южным форпостом Сиама и проводником влияния последнего на Малаккском полуострове. 
В XV веке и позже Накхонситхаммарат имел формальный статус представительства Сиама в малайском мире. Мелкие малайские мусульманские княжества находились, в свою очередь, в вассальной зависимости от него. Малакка, Кеда и  другие государства платили в Накхонситхаммарат дань, часть которой, в свою очередь, отправлялась в Сукхотаи. Влияние Накхонситхаммарата на малайские государства ослабело лишь в XIX веке.
Несколько раз за свою историю Накхонситхаммарат пытался освободиться от зависимости от Сиама. Так, в 1628 году государство отказалось присягнуть царю Аютии Прасаттхонгу, считая, что его притязания на трон были безосновательны. Аютия начала военные действия, которые длились четыре года и привели к подчинению Накхонситхаммарата. В 1767 году, после падения Аютии, государство объявило себя свободным от вассальных обязательств по отношению к Сиаму, но король Таксин быстро смог подчинить его.
После административной реформы 1896 года государство перестало существовать даже в составе Сиама. Его территория вошла в состав нескольких новообразованных провинций Сиама.